# Грабовци (Водице)
Грабовци су насељено мјесто у саставу града Водица, у Шибенско-книнској жупанији, Република Хрватска.

## Географија
Грабовци се налазе у подножју Равних Котара, око 11,5 км сјеверно од Водица.

## Историја
До територијалне реорганизације у Хрватској насеље се налазило у саставу бивше општине Шибеник.

## Становништво
Према попису становништва из 2011. године, насеље Грабовци су имали 87 становника.
| Демографија | Демографија | Демографија |
| Година      | Становника  | Становника  |
| ----------- | ----------- | ----------- |
| 1971.       | 102         |             |
| 1981.       | 91          |             |
| 1991.       | 81          |             |
| 2001.       | 76          |             |
| 2011.       |             | 87          |